# سينا إيستيل كيلي
كانت سينا إيستيل كيلي (23 نيسان من عام 1916 حتى 21 كانون الأول من عام1982) كيميائية أمريكية، عملت على الإنتاج الشامل للبنسلين.

## النشأة والتعليم
ولدت سينا إيستيل كيلي في مدينة نيويورك في عام 1916. كان والدها ويليام ميلفين كيلي الأب المحرر الإداري (1922-1934) لصحيفة نيويورك أمستردام؛ وكانت والدتها غلاديس كاوتن كيلي، ضابطة مراقبة؛ أما شقيقها الأصغر بكثير (من زواج والدها الثاني) هو المؤلف ويليام م. كيلي جونيور.
التحقت كيلي بمدرسة فيلدستون للثقافة الأخلاقية في مدينة نيويورك، وتخرجت منها في عام 1934. بدأت كيلي دراساتها العلمية في كلية رادكليف، تحت إشراف أستاذ الكيمياء العضوية لويس فيسر، وخلال التدريب الصيفي في مستشفى هارلم.

## المسيرة المهنية
بعد التخرج من رادكليف في عام 1938 ، حصلت كيلي على بعض صفوف الدراسات العليا في جامعة نيويورك، وعملت في المختبرات الفيدرالية في إنديانا وبنسلفانيا وإلينوي خلال الحرب العالمية الثانية. وبعد الحرب، بقيت في بيوريا، إلينوي، مع فريق يعمل على الإنتاج الشامل للبنسلين لصالح وزارة الزراعة في الولايات المتحدة الأمريكية. على الرغم من أن كيلي لم تكن حاصلة على درجة علمية متقدمة، إلا أنها قد أدرجت كمؤلفة للعديد من الأبحاث العلمية الخاصة بهذه المجموعة؛ بعناوين مثل «إنتاج حمض الفوماريك بواسطة فطور الريزوس أرهيزوس» (1959) ، و«إنتاج حمض الإيتاكونيك بواسطة فطور أسبيرجيلوس تيروس في 20 لتر من المخمرات» (1952).
في عام 1958، عادت إلى نيويورك للعمل على آثار السترونتيوم-90 في مختبر لجنة الطاقة الذرية، وتقاعدت من هذا العمل في السبعينيات. 

## الحياة الشخصية والإرث
بينما كانت تعيش في بيوريا، كانت كيلي العضو الأمريكي من أصل أفريقي الوحيد في لجنة العمدة العرقية. توفيت سينا إيستيل كيلي في عام 1982 عن عمر يناهز 68 عاماً. وتعتبر أوراقها جزءاً من أوراق عائلة ويليام ميلفن كيلي في جامعة إيموري.